# Коке, Херардо
Херардо Коке Бенавенте (Вальядолид, 9 марта 1928 - Вальядолид, 5 июня 2006) - бывший испанский футболист. Он играл на позиции полузащитник и большую часть своей карьеры играл за Реал Вальядолид, а также играл за «Атлетико Мадрид», «Гранаду», «Расинг» и «Культураль Леонеса».

## Биография
Свою игровую карьеру Коке начал в «Вальядолиде», дебютировав за основную команду 2 июня 1946 года в матче против футбольного клуба «Баракальдо», который определял выход во Второй дивизион. Он стал одним из ключевых игроков в золотую эпоху клуба, принимал участие в двух повышениях и сыграл в финале Кубка 1950 года против «Атлетика», где отличился забитым голом.
Благодаря своей игре Коке привлек внимание тренера сборной Испании Рикардо Саморы. Он дебютировал в национальной команде 1 июня 1952 года в матче против Ирландии, который завершился со счетом 6:0. Коке забил один из голов, но также получил травму — сломал руку во время игры. Таким образом, он стал первым игроком «Вальядолида», который сыграл за сборную Испании, и первым уроженцем Вальядолида, достигшим этого.
В конце сезона 1951/52 Коке подписал контракт с «Атлетико Мадрид», который заплатил за его трансфер один миллион песет — рекордную сумму для того времени. Однако в мадридском клубе ему не удалось добиться значительных успехов.
Через два сезона Коке покинул «Атлетико» и перешел в «Гранадe». В сезоне 1958/59 он вернулся в «Реал Вальядолид», что способствовало возвращению клуба в Первый дивизион. Сезон 1959/60 он провел в «Расингt», который по итогу сезона вышел в Первый дивизион. В 1962 году Коке завершил свою карьеру, выступая за «Культураль Леонеса».
После завершения карьеры игрока Коке стал тренером и возглавил «Рекреативо Европа Делисиас» (дочерняя команда «бело-фиолетовых»), а позже работал и с основной командой в последние дни сезона 1969/70 и в начале сезона 1970/71.
По случаю 75-летия «Вальядолида» он был удостоен специальной награды.

### Личная жизнь
У него были отношения с артисткой фламенко Лолой Флорес, хотя нет никаких свидетельств того, что они когда-либо были женаты.